# Udvardi járás
Udvardi járás (szlovákul Žitnodvorský okres): Komárom vármegye északkeleti járása volt. Borovszky Samu szerkesztésében összeállított Magyarország vármegyéi és városai című munka Komárom vármegye és Komárom sz. kir. város című részében a következőt találjuk: „Udvardi járás, két nagyközség és három körjegyzőség alá tartozó 10 kisközséggel és Csúz, Dunaradvány, Fűr, Hetény, Ímely, Izsa, Kürt, Madar, Martos, Naszvad, Ógyalla, Perbete, Szentpéter és Udvard nagyközségekkel.”
Borovszky műve megemlíti, hogy Komárom vármegyében csak ebben a járásban van népviselet, mégpedig Martos és Komáromszentpéter községekben.
A járás központja a kezdetektől Udvard lehetett, később azonban a népesebb Ógyalla lett és ez is maradt egészen 1922-ig. A térkép szerint a járás határos Nyitra, Bars és Esztergom vármegyékkel és Komárom vármegye maradék három járásával: a Gesztesi járással, a Tatai járással és a Csallóközi járással.
A trianoni békeszerződés értelmében a járás teljes területe Csehszlovákiához került. 1938 és 1945 között ismét Magyarországé, majd ezután ismét Csehszlovákiáé.
Területe 1960 óta a Komáromi és az Érsekújvári járás között oszlik meg, 1993 óta az önálló Szlovákia része.

## Az Udvardi járás települései
- Bagota (Ógyalla része, Bohatá)
- Bajcs (Bajč)
- Csúz (Dubník)
- Dunaradvány (Radvaň nad Dunajom)
- Fűr (Rúbaň)
- Hetény (Chotín)
- Ímely (Imeľ)
- Izsa (Iža)
- Jászfalu (Jasová)
- Kisbaromlak (Branovo)
- Kolta (Kolta)
- Komáromcsehi (Čechy)
- Komáromszemere (Semerovo)
- Komáromszentpéter (Svätý Peter, régebben Dolný Peter)
- Kürt (Strekov)
- Madar (Modrany)
- Marcelháza (Marcelová)
- Martos (Martovce)
- Naszvad (Nesvady)
- Ógyalla (Hurbanovo, rég. Stará Ďala, ném. Altdala)
- Perbete (Pribeta)
- Udvard (Dvory nad Žitavou)
- Újgyalla (Dulovce, rég. Nová Ďala)

1918 után keletkezett községek az egykori járás területén:
- Pat (Patince)
- Szilasháza (Šrobárová)
- Újpuszta (Mudroňovo)
- Virt (Virt)